# Kanton Château-Gontier-Est
Der Kanton Château-Gontier-Est war von 1895 bis 2015 ein französischer Wahlkreis im Arrondissement Château-Gontier, im Département Mayenne und in der Region Pays de la Loire; sein Hauptort war Château-Gontier.

## Gemeinden
Der Kanton bestand aus vier Gemeinden und einem Teil der Stadt Château-Gontier (angegeben ist hier die Gesamteinwohnerzahl):
| Gemeinde        | Einwohner Jahr | Fläche km² | Bevölkerungsdichte | Code INSEE | Postleitzahl |
| --------------- | -------------- | ---------- | ------------------ | ---------- | ------------ |
| Azé             | 3.284 (2013)   | 29,67      | 111 Einw./km²      | 53014      | 53200        |
| Château-Gontier | 11.582 (2013)  | –          | – Einw./km²        | 53062      | 53200        |
| Fromentières    | 830 (2013)     | 22,06      | 38 Einw./km²       | 53101      | 53200        |
| Ménil           | 984 (2013)     | 28,7       | 34 Einw./km²       | 53150      | 53200        |
| Saint-Fort      | 1.632 (2013)   | 10,79      | 151 Einw./km²      | 53215      | 53200        |